# Sielco (wieś w obwodzie briańskim)
Sielco (ros. Сельцо) – wieś (dieriewnia) w Rosji, w obwodzie briańskim, w rejonie briańskim. W 2010 liczyła 165 mieszkańców.